# Slatinski Dol
Slatinski Dol – wieś w Słowenii, w gminie Kungota. 1 stycznia 2018 liczyła 189 mieszkańców.